# Pancorius kohi
Pancorius kohi är en spindelart som beskrevs av Zhang J., Song D., Li S. 2003. Pancorius kohi ingår i släktet Pancorius och familjen hoppspindlar. Inga underarter finns listade i Catalogue of Life.